# Horaţiu Giurgiu
Horaţiu Giurgiu (Bilbor, 23 maggio 1938 – 28 marzo 2024) è stato un cestista rumeno.

## Carriera
Con la Romania disputò due edizioni dei Campionati europei (1961, 1963).